# Palestra (miesięcznik)
Palestra (pełna nazwa: Palestra – Pismo Adwokatury Polskiej) – naukowe pismo prawnicze ukazujące się od marca 1924. Obecnie jest miesięcznikiem, wydawanym zazwyczaj w numerach podwójnych.

## Historia
Czasopismo prawnicze o nazwie „Palestra” ukazało się po raz pierwszy we Lwowie w 1910 pod redakcją adwokata Anzelma Lutwaka. Po wydaniu siedmiu zeszytów w cyklu miesięcznym pismo upadło.
Po czternastu latach tytuł został przywrócony przez adw. Stanisława Cara oraz adwokaturę warszawską. Od 1924 do 1939 miesięcznik wydawany był jako organ stołecznej adwokatury. Periodyk zyskał szybko uznanie i uchodził za jedno z najważniejszych czasopism prawniczych okresu II RP, w którym publikowali tak wybitni prawnicy, jak: Stanisław Bukowiecki, Stefan Glaser, Aleksander Mogilnicki, Emil Stanisław Rappaport, Eugeniusz Waśkowski i wielu innych. Redaktorami w tym czasie byli: Stanisław Car (założyciel pisma i pierwszy redaktor), Zygmunt Sokołowski, Adam Chełmoński, Stefan Urbanowicz i Leon Nowodworski.
Po przerwie spowodowanej wojną i okresem stalinowskim, pismo zostało reaktywowane w 1957 dzięki staraniom m.in. Stanisława Janczewskiego, późniejszego redaktora naczelnego.
Na jego łamach publikowali m.in.: Stanisław Batawia, Antoni Bojańczyk, Krystyna Daszkiewicz, Zbigniew Doda, Ludwik Domański, Tomasz Dybowski, Henryk Ettinger, Lech Falandysz, Lech Gardocki, Lech Garlicki, Józef Gierowski, Juliusz Wiktor Gomulicki, Zenon Grocholewski, Tomasz Grzegorczyk, Maciej Gutowski, Jan Gwiazdomorski, Jerzy Ignatowicz, Mieczysław Jarosz, Alfred Kaftal, Piotr Kardas, Janusz Kochanowski, Józef Kowalczyk, Zdzisław Krzemiński, Juliusz Leszczyński, Zbigniew Lew-Starowicz, Roman Łyczywek, Andrzej Marcinkowski, Stanisław Milewski, Andrzej Murzynowski, Włodzimierz Odojewski, Stanisław Patek, Leon Petrażycki, Emil Stanisław Rappaport, Adam Redzik, Genowefa Rejman, Stanisław Rymar, Marek Safjan, Stanisław Salmonowicz, Mieczysław Siewierski, Leszek Sługocki, Ewa Stawicka, Adam Strzembosz, Adolf Suligowski, Mieczysław Szerer, Adam Szpunar, Stanisław Śniechórski, Władysław Terlecki, Stanisław Waltoś, Eugeniusz Waśkowski, Andrzej Wąsek, Jan Widacki, Andrzej Zoll.

## Współcześnie
„Palestra” jest czasopismem o charakterze naukowym oraz społeczno-kulturalnym. Wydawcą jest Naczelna Rada Adwokacka. W każdym zeszycie pisma ukazują się artykuły, studia naukowe i glosy z zakresu prawa cywilnego, karnego, administracyjnego i konstytucyjnego, a także przeglądy orzecznictwa Europejskiego Trybunału Praw Człowieka, Europejskiego Trybunału Sprawiedliwości, Trybunału Konstytucyjnego oraz Sądu Najwyższego. Ponadto w piśmie publikowane były stałe felietony i serie artykułów, m.in. prof. Mariana Filara, prof. Witolda Wołodkiewicza, adwokata Andrzeja Bąkowskiego, adwokat Ewy Stawickiej, Wojciecha Kotowskiego, prof. UW Antoniego Bojańczyka, prof. UG Tomasza Tadeusza Koncewicza, prof. Karola Weitza, prof. UW Adama Redzika, pisarza Marka Sołtysika i innych. Ukazywały się też liczne recenzje, sprawozdania i relacje z życia adwokatury.

## Redakcja
Redakcja "Palestry" wydaje "Orzecznictwo Sądu Najwyższego, Izba Karna i Izba Wojskowa". W latach 2003–2011 redakcja wydawała "Rocznik Orzecznictwa Sądu Najwyższego w Sprawach Karnych". Nakładem redakcji ukazywał się "Słownik Biograficzny Adwokatów Polskich" – zeszyt 1 tomu trzeciego (red. A. Redzik) ukazał się na początku 2018 r.

### Poczet redaktorów naczelnych
1. Stanisław Car (1924–1925)
2. Zygmunt Sokołowski (1926–1930)
3. Adam Chełmoński (1932–1936)
4. Stefan Urbanowicz (1937)
5. Leon Nowodworski (1938–1939)
6. Stanisław Janczewski (1957–1964)
7. Paweł Asłanowicz (1965–1971)
8. Zdzisław Krzemiński (1972)
9. Władysław Pociej (1973–1974)
10. Zygmunt Skoczek (1975–1986)
11. Edward Mazur (1987–1989)
12. Czesław Jaworski (1989–1992)
13. Stanisław Mikke (1993–2010)
14. Czesław Jaworski (2010–2018)
15. Maciej Gutowski (2018-2021)[1]
16. Ewa Stawicka (2021-2023)[2][3][4]
17. Michał Bieniak (od 2023)[5]

W latach 2006–2018 redaktorem prowadzącym, członkiem Kolegium, a w latach 2014-2018 także zastępcą redaktora naczelnego był Adam Redzik.

### Kolegium
[kadencja 2015-2018]
Zbigniew Banaszczyk, Andrzej Bąkowski, Antoni Bojańczyk, Lech Gardocki, Jacek Giezek, Maciej Gutowski, Piotr Kardas, Jan Kuklewicz, Maciej Łaszczuk, Elwira Marszałkowska-Krześ, Andrzej Mączyński, Marek Antoni Nowicki, Lech Krzysztof Paprzycki, Krzysztof Piesiewicz, Krzysztof Pietrzykowski, Adam Redzik, Stanisław Rymar, Piotr Sendecki, Tomasz Siemiątkowski, Tomasz Sójka, Ewa Stawicka, Andrzej Tomaszek, Andrzej Warfołomiejew, Paweł Wiliński, Witold Wołodkiewicz, Józef Wójcikiewicz, Małgorzata Wrzołek-Romańczuk, Stanisław Zabłocki, Robert Zawłocki. Członkowie zagraniczni: Stanislav Balík, Erik Luna, Frank Meyer, Mychajło Petriw, Philippe Sands, Stephen C. Thaman.
[kadencja 2021-2024]:
Stanislav Balik, Zbigniew Banaszczyk, Jacek Barcik, Wojciech Bergier, Piotr Fiedorczyk,  Lech Gardocki, Paweł Gieras, Roman Hauser, Joseph Hoffmann, Krzysztof Kostański, Jan Kuklewicz, Katalin Ligeti, Erik Luna, Maciej Łaszczuk, Elwira Marszałkowska-Krześ, Frank Meyer, Dariusz Mucha, Marek Antoni Nowicki, Szymon Pawelec, Krzysztof Piesiewicz, Krzysztof Pietrzykowski, Jerzy Pisuliński, Anna Rakowska-Trela, Janusz Raglewski, Stanisław Rymar, Philippe Sands, Piotr Sendecki, Tomasz Siemiątkowski, Tomasz Sójka, Elżbieta Skowrońska, Monika Strus-Wołos, Dobrosława Szumiło-Kulczycka, Dariusz Świecki, Jaromir Tauchen, Stephen C. Thaman, Andrzej Tomaszek, Józef Wójcikiewicz, Małgorzata Wrzołek-Romańczuk, Maria Zabłocka, Stanisław Zabłocki, Jerzy Zięba, Paweł Ziętara, Piotr Zientarski.